# 부산광역시의 시장 목록

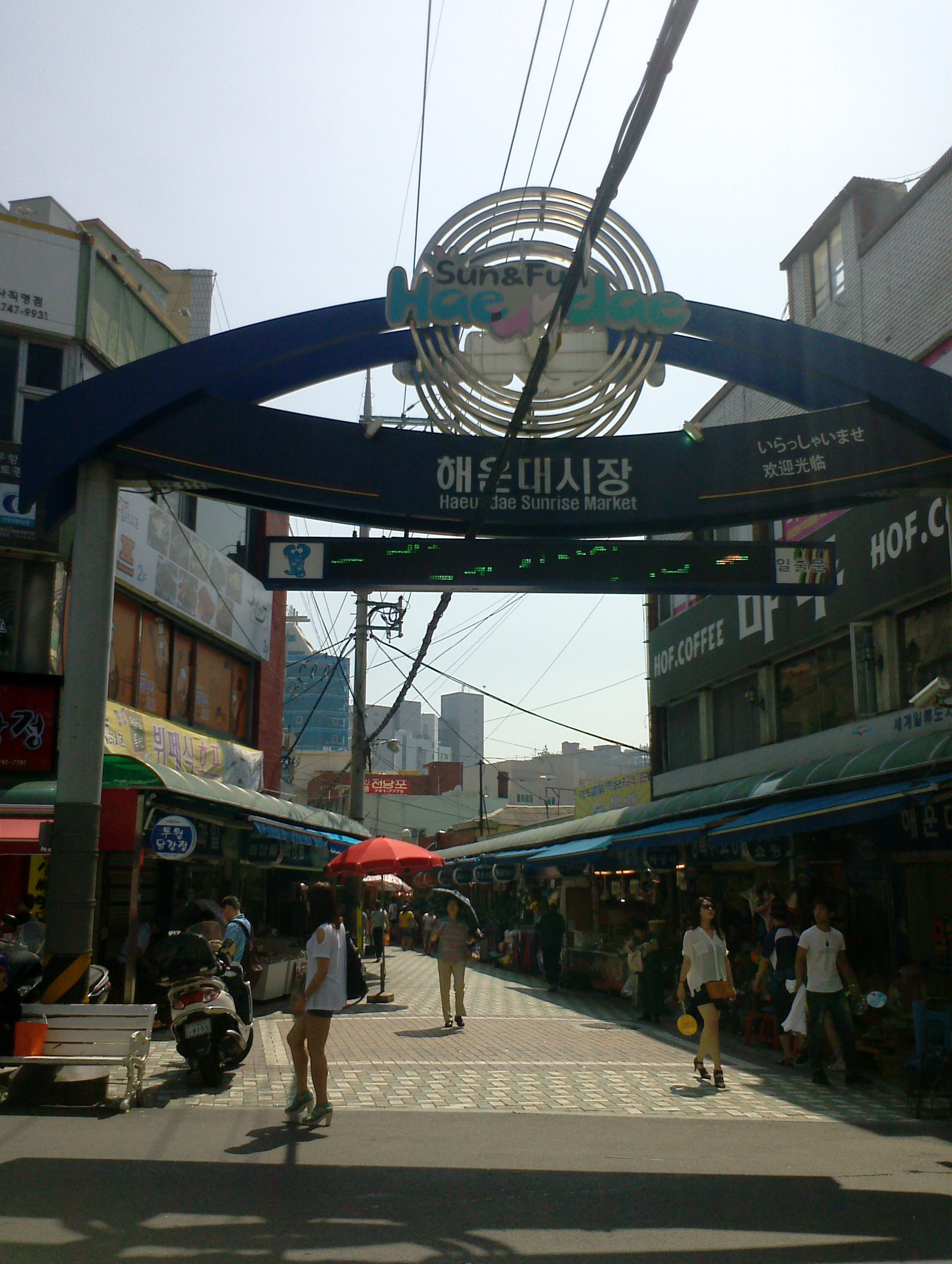
부산의 시장 중 하나인 해운대시장

## ㄱ
- 가락상가시장	부산광역시 사하구 하단1동
- 감천1동시장	부산광역시 사하구 감천1동
- 개금골목시장	부산광역시 부산진구 개금1동
- 거성시장	부산광역시 연제구 거제동
- 거제시장	부산광역시 연제구 거제3동
- 광안시장	부산광역시 수영구 광안4동
- 광안어패류시장	부산광역시 수영구 민락동
- 괴정시장	부산광역시 사하구 괴정3동
- 구서오시개시장	부산광역시 금정구 서1동
- 구포시장	부산광역시 북구 구포동
- 구포축산물도매시장	부산광역시 북구 구포동
- 국민시장	부산광역시 동래구 사직2동
- 국제시장	부산광역시 중구 신창동4가
- 금강시장	부산광역시 동래구 온천3동
- 금정상가시장	부산광역시 동래구 온천동 사직동
- 기장시장	부산광역시 기장군 기장읍 대과리

## ㄴ
- 남천해변시장	부산광역시 수영구 남천1동
- 남포동시장	부산광역시 중구 남포동
- 남항시장	부산광역시 영도구 영선동2가

## ㄷ
- 당감골목시장	부산광역시 부산진구 당감동
- 당감새시장	부산광역시 부산진구 당감1동
- 당감시장	부산광역시 부산진구 당감동
- 당감인정시장	부산광역시 부산진구 당감동
- 대덕도매시장	부산광역시 중구 신창동2가
- 대신시장	부산광역시 서구 동대신동1가
- 대연시장	부산광역시 남구 대연동
- 덕천시장	부산광역시 북구 덕천1동
- 덕포시장	부산광역시 사상구 덕포1동
- 동대신골목시장	부산광역시 서구 동대신동1가
- 동래수안시장	부산광역시 동래구 수안동
- 동래시장(영어판)	부산광역시 동래구 복천동

## ㅁ
- 만덕시장	부산광역시 북구 만덕1동
- 만물의거리전통시장	부산광역시 중구 신창동4가
- 명장시장	부산광역시 동래구 명장1동
- 명지시장	부산광역시 강서구 명지동
- 모라시장	부산광역시 사상구 모라1동
- 못골골목시장	부산광역시 남구 대연동
- 민락골목시장	부산광역시 수영구 민락동
- 민락어패류시장	부산광역시 수영구 민락동

## ㅂ
- 반송2동시장	부산광역시 해운대구 반송2동
- 반송3동골목시장	부산광역시 해운대구 반송3동
- 반여3동골목시장	부산광역시 해운대구 반여3동
- 반여시장	부산광역시 해운대구 반여2동
- 보수종합시장	부산광역시 중구 보수동3가
- 부곡시장	부산광역시 금정구 부곡동
- 부산진남문시장	부산광역시 동구 범일2동
- 부산진시장	부산광역시 동구 범일2동
- 부전시장	부산광역시 부산진구 부전동
- 부전인삼시장	부산광역시 부산진구 부전동
- 부평시장	부산광역시 중구 부평동2가

## ㅅ
- 사하시장	부산광역시 사하구 괴정4동
- 삼락시장	부산광역시 사상구 삼락동
- 새영주시장	부산광역시 중구 영주1동
- 새벽시장	부산광역시 사상구 감전1동
- 서대신동골목시장	부산광역시 서구 서대신동2가
- 서동시장	부산광역시 금정구 서동
- 서면시장	부산광역시 부산진구 부전2동
- 서원시장	부산광역시 동래구 안락1동
- 송남시장	부산광역시 서구 암남동
- 수영팔도상가시장	부산광역시 수영구 수영동
- 신동아수산물종합시장	부산광역시 중구 남포동5가
- 신천지시장	부산광역시 중구 남포동
- 신평골목시장	부산광역시 사하구 신평동
- 신평종합시장	부산광역시 사하구 신평1동

## ㅇ
- 안락시장	부산광역시 동래구 안락동
- 양정시장	부산광역시 부산진구 양정동
- 연동시장	부산광역시 연제구 연산1동
- 연미새시장	부산광역시 연제구 연산6동
- 연일시장	부산광역시 연제구 연산4동
- 연지골목시장	부산광역시 부산진구 연지동
- 영도봉래시장	부산광역시 영도구 봉래동
- 온천시장	부산광역시 동래구 온천1동
- 용호시장	부산광역시 남구 용호동

## ㅈ
- 자갈치시장	부산광역시 중구 남포동4가
- 자유시장   부산광역시 동구 범일동
- 장림시장	부산광역시 사하구 장림1동
- 장전시장	부산광역시 금정구 장전3동
- 재송시장	부산광역시 해운대구 재송동
- 전자종합시장	부산광역시 부산진구 부전동
- 전포놀이터시장	부산광역시 부산진구 전포2동
- 중앙시장	부산광역시 부산진구 범례4동
- 좌동재래시장	부산광역시 해운대구 좌1동

## ㅊ
- 청학시장	부산광역시 영도구 청학1동
- 초량시장	부산광역시 동구 초량2동
- 초읍시장	부산광역시 부산진구 초읍동
- 충렬상가시장	부산광역시 동래구 안락2동
- 충무동골목시장	부산광역시 서구 충무동2가
- 충무동새벽시장	부산광역시 서구 남부민동
- 충무동해안시장	부산광역시 서구 충무동1가

## ㅍ
- 평화시장	부산광역시 부산진구 범천1동

## ㅎ
- 하단5일상설시장	부산광역시 사하구 하단1동
- 해운대시장	부산광역시 해운대구 중동